# Abdulla Yusuf Helal
Abdulla Yusuf Helal (Riffa, 12 juni 1993), voetbalnaam Yusuf, is een voetballer afkomstig uit Bahrein. Hij verruilde FC Slovan Liberec in juli 2022 voor Persija Jakarta.

## Carrière
Op 25-jarige leeftijd verliet Yusuf zijn thuisland om voor het Tsjechische Bohemians Praag te gaan spelen.
Op 17 september 2019 maakte hij zijn UEFA Champions Leaguedebuut met Slavia Praag. Hij deed dat in een match tegen Internazionale, de wedstrijd eindigde op een 1-1 gelijkspel.
In 2020 pakte Yusuf zijn eerst titel als voetballer, hij werd Tsjechisch kampioen met Slavia Praag.
Het daaropvolgende seizoen werd Yusuf vanaf de winter tot het einde van het seizoen uitgeleend aan Slovan Liberec. Ondanks dat hij was uitgeleend mocht Yusuf wel de dubbel van Slavia Praag (dat hem uitleende) op zijn naam schrijven.
Na deze uitleenbeurt verliet Yusuf Europa om voor het Indonesische Persija Jakarta te gaan voetballen.

## Erelijst
| Tsjechisch kampioen     | 2x | 2019/20, 2020/21 |
| Tsjechisch bekerwinnaar | 1x | 2020/21          |